# Hermann Lorberg
Albrecht Ludolf Hermann Lorberg (* 2. März 1831 in Biebrich; † 6. März 1906 in Bonn) war ein deutscher Lehrer und  Physiker.

## Leben
Hermann Lorberg studierte nach dem Schulbesuch in Bückeburg und Weilburg ab 1850 Naturwissenschaften an den Universitäten Göttingen, Heidelberg und Berlin.
Im Jahr 1857 wurde er bei Otto Hesse an der Ruprecht-Karls-Universität Heidelberg zum Dr. phil. promoviert und wandte sich anschließend dem Lehramt zu. Nach Stationen als Lehrer in Brandenburg, Barmen, Ruhrort und Saargemünd wurde Lorberg Gymnasiallehrer in Straßburg, wo ihm 1888 der Professorentitel verliehen wurde.
Im Jahr 1888 habilitierte er sich für Theoretische Physik an der Universität Straßburg und erhielt im Sommer 1890 einen Ruf als Professor für Theoretische Physik an die Rheinische Friedrich-Wilhelm-Universität Bonn.
Am 18. Januar 1892 wurde Hermann Lorberg als Mitglied (Matrikel-Nr. 2942) in die Leopoldina aufgenommen.
Seine wissenschaftlichen Schwerpunkte lagen vorwiegend auf mathematischem Gebiet im Themenkreis der Elektrizität.
Die letzten Jahre seines Lebens waren durch eine zunehmende Geisteskrankheit geprägt, die zu einer einjährigen Einlieferung von Lorberg in eine Anstalt führte. Dass dieser Umstand die Universität Bonn veranlasste, die Professur für Theoretische Physik anderweitig zu besetzen, verbitterte ihn und veranlasste ihn darüber hinaus, sich völlig aus dem Leben zurückzuziehen.
Hermann Lorberg starb völlig vereinsamt bei einem „Unglücksfall“, der „auf seine Krankheit zurückzuführen ist“.

## Schriften
- Lehrbuch der Physik für höhere Lehranstalten. Teubner, Leipzig 1877 Digitalisat